# Europäisches Zentrum für Jüdische Musik

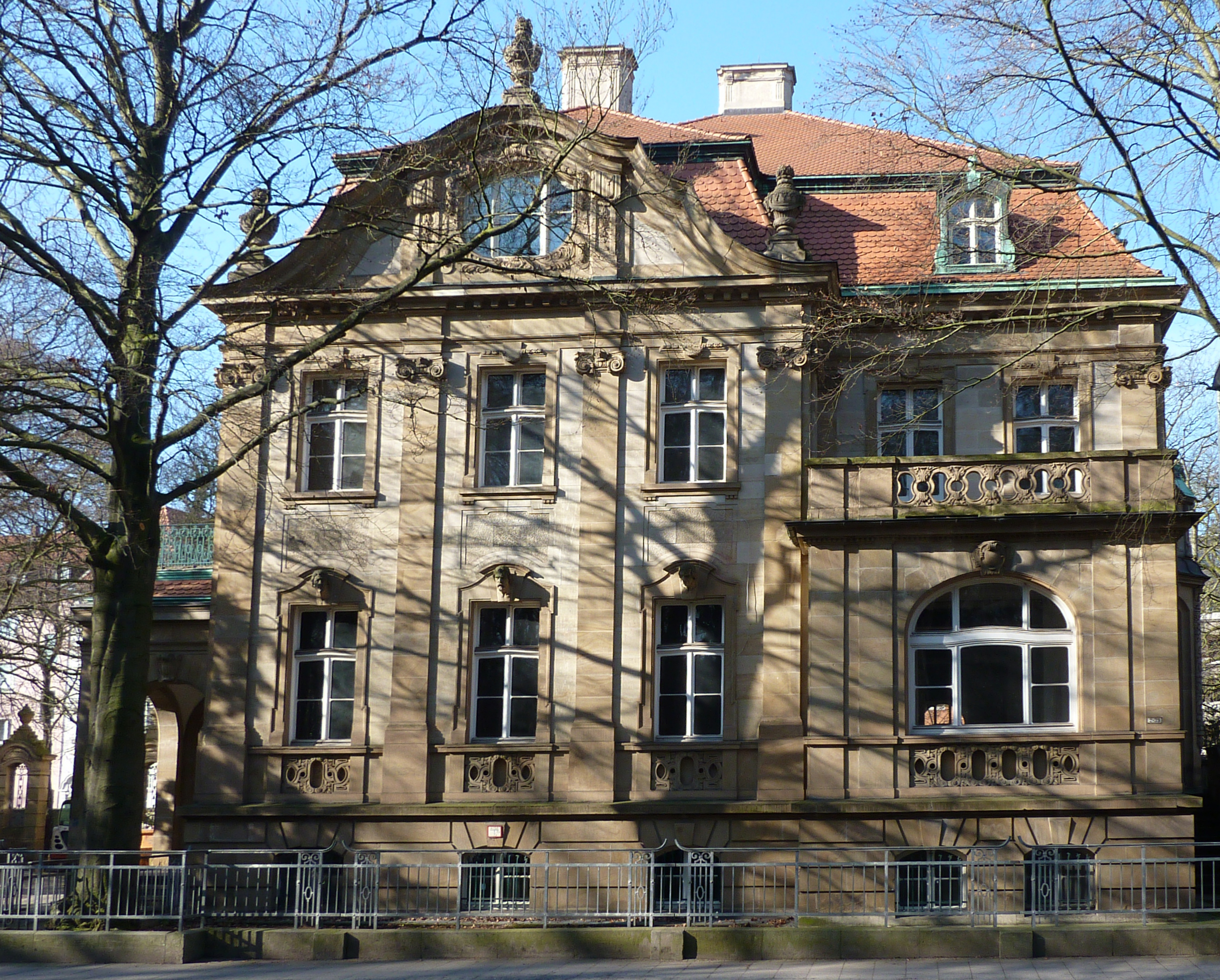
Sitz des Europäischen Zentrums für Jüdische Musik bis 2025 in der Villa Seligmann in Hannover

Das Europäische Zentrum für Jüdische Musik (EZJM) ist ein Institut der Hochschule für Musik, Theater und Medien Hannover (HMTMH). Es wurde 1988 vom Musikwissenschaftler Andor Izsák in Zusammenarbeit mit der Universität Augsburg gegründet und zog 1992 nach Hannover um, wo es der damaligen Hochschule für Musik und Theater (HMT) angegliedert wurde. Bis zu seiner Pensionierung im Jahre 2012 stand Andor Izsák dem EZJM vor. Im Oktober 2015 wurde Sarah M. Ross auf die Professur für Jüdische Musikstudien unter besonderer Berücksichtigung synagogaler Musik berufen und übernahm gleichzeitig die Leitung des Zentrums. Standort des EZJM ist seit 2025 die HMTMH. Zuvor war es in der Villa Seligmann in der Hohenzollernstraße 39 an der Eilenriede in der Oststadt von Hannover untergebracht.

## Geschichte

### Bis 2012
Ursprünglich hatte Andor Izsák das Europäische Zentrum für Jüdische Musik schon 1988 in Augsburg mit dem Auftrag der Dokumentation und Rekonstruktion, der insbesondere bis zu den Novemberpogromen von 1938 in den Synagogen Europa gepflegten, jüdisch-liturgischen Musik gegründet. Zu den Aufgaben des EZJM zählten, neben dem Ausbau einer entsprechenden Sammlung, die Verbreitung des religiös-kulturellen Erbes vor allem durch Konzerte, Ausstellungen, Symposien und Publikationen sowie die authentische Darstellung und wissenschaftliche Aufarbeitung der Überlieferungen.
Nach dem schrittweisen Aufbau einer Sammlung von Schriften, Partituren und Tondokumenten, wie etwa historischen Schallplatten, vermochte Izsák die Sammlungen mit einigen Synagogen-Orgeln zu erweitern, die vor den Zerstörungen durch die Nationalsozialisten gerettet werden konnten.
1992 zog das EZJM nach Hannover um, wo es der damaligen Hochschule für Musik und Theater (HMT) angegliedert wurde. Im Jahr 2003 wurde Andor Izsák auf die Professur für synagogale Musik berufen.
2006 wurde die nach dem hannoverschen Unternehmer Siegmund Seligmann benannte Siegmund Seligmann Stiftung gegründet, mit deren Hilfe im Jahr 2008 die zuvor in städtischem Besitz befindliche Villa Seligmann übernommen wurde. Seit 2011 hat das EZJM seinen Sitz in der Villa Seligmann, die im Jahr 2012 offiziell als „Haus für die jüdische Musik“ eröffnet wurde. Die Villa stellt eines der wenigen hannoverschen Zeugnisse des jüdischen Bürgertums vor der Schoa dar und ist der Dokumentation, Erforschung und Vermittlung jüdischer Musik gewidmet.
In den Jahren zwischen 2012 (Emeritierung von Andor Izsák) und Oktober 2015 fand eine Umstrukturierung der Zuständigkeitsbereiche statt: Das kulturelle Veranstaltungsangebot (Konzerte, Vorträge) in der Villa Seligmann wird von der Siegmund Seligmann Gesellschaft organisiert, während sich das EZJM als Institut der HMTMH der Forschung und Lehre zu jüdischen Musiktraditionen widmet.

### Seit 2015
Im Oktober 2015 übernahm Sarah M. Ross als Professorin für Jüdische Musikstudien die Leitung des EZJM.
Als Teilbereich der musikwissenschaftlichen Forschung und Lehre an der HMTMH widmet sich das EZJM heute der Erforschung, Rekonstruktion, Dokumentation und Vermittlung jüdischer Musik in all ihren Erscheinungsformen: vom synagogalen Gesang über paraliturgische bis hin zu säkularen jüdischen Musiktraditionen in verschiedenen kulturellen Kontexten und Epochen. Die umfassende Untersuchung jüdischer Musik bezüglich ihrer Einbindung in die Komplexität des jüdischen Lebens in Europa und in außereuropäischen Ländern in Geschichte und Gegenwart ist zentrales Anliegen des Zentrums, dabei misst es dem interdisziplinären Dialog mit anderen Musik- und Kulturwissenschaften und den Jüdischen Studien – sowohl auf der Ebene der Forschung, als auch der Lehre – eine primäre Bedeutung zu.

## Die Bibliothek des EZJM
Die Bibliothek des EZJM ist Teil der Bibliothek der HMTMH. Als Spezialbibliothek liegt ihr Sammelschwerpunkt auf jüdischer Musik, insbesondere Synagogalmusik. Darüber hinaus findet sich Literatur zu angrenzenden Forschungsgebieten wie Judaistik, Ethnologie und allgemeiner Musikwissenschaft. Neben aktueller Forschungsliteratur ist ein wesentlicher Bestandteil der Bibliothek die „Sammlung Andor Izsák“ mit u. a. dem „Nachlass Edith Gerson-Kiwi“ und der „Sammlung Oberkantor Nathan Saretzki“.
Von 2012 bis 2025 befand sich die EZJM-Bibliothek im zweiten Stock der Villa Seligmann.

## Die Datenbank „Synagogale Musik“
Im März 2016 wurde das Projekt Online-Datenbank „Synagogale Musik: Kantorinnen + Kantoren, Komponistinnen + Komponisten“ (Arbeitstitel) gestartet. Es gab ein erstes Planungstreffen und der technische Aufbau der multimedialen Datenbank befindet sich derzeit in der ersten Planungsphase.
Die Datenbank zu synagogaler Musik ist als Kooperationsprojekt mit institutionellen, wie auch privaten Partnern angelegt. Ziel der Datenbank ist es, die sakrale Musik des Judentums nicht nur im geschlossenen wissenschaftlichen Expertendiskurs zu erforschen, sondern diese als lebendige Tradition sichtbar zu machen und im Bewusstsein der Öffentlichkeit zu verankern. Darüber hinaus soll Deutschland als Forschungsstandort für synagogale Musik gestärkt werden.
Neben gängigen (musik-)historischen Datensätzen zu synagogaler Musik, die in der Datenbank abrufbar gemacht werden sollen (wie etwa Personendaten, Institutionen und ihre Sammlungen, Informationen zu den Werken etc.), stellt die gleichzeitige Bereitstellung musikethnologischer Daten (wie etwa zu den Minhagim und den jüdischen Gemeinden, in denen eine bestimmte Musiktradition gepflegt wird etc.) die Besonderheit dieser Datenbank dar. Zugleich sind Interessenten und Nutzer, insbesondere die jüdischen Gemeinden, aufgefordert, thematisch relevante Materialien und Informationen beizusteuern.
Zielgruppen sind nicht nur Informationsfachleute und Wissenschaftler, sondern vor allem auch Musikpraktiker, jüdische Gemeinden und weitere Interessierte. Durch das Sammeln, Dokumentieren, Informieren und Teilen von Wissen über synagogale Musik in all ihren Erscheinungsformen soll ein Dialog zwischen der Forschung zu jüdischer Musik und der jüdischen Musikpraxis ermöglicht werden mit dem Ziel, das Thema in der öffentlichen Wahrnehmung zu verankern.
Ein Feedback-Tool wiederum soll das EZJM darüber informieren, ob und auf welche Weise Kulturträger in Vergessenheit geratene synagogale Musiktraditionen in ihr Gemeindeleben rückgeführt oder in kreativer Weise in das öffentliche Kulturleben eingeführt haben. So sollen Metadiskurse zu kultureller Nachhaltigkeit im Sinne der angewandten Forschung vorangetrieben werden.

## Weitere Forschungsprojekte (Auswahl)
- Kulturelle Nachhaltigkeit als angewandte Forschungsstrategie in den jüdischen Musikstudien
- Musikalische Zeitlandschaften: Überlegungen zu einer Musikethnologie der Nachhaltigkeit
- On the Liturgical Periphery: Music, Gender, Power, and Intercultural Negotiations in Women´s Rosh Chodesh Services
- Edith Gerson-Kiwi
- CD-Projekt: „Synagogale Musik der romaniotischen Juden Griechenlands“

## Neue Studienmöglichkeit an der HMTMH
Zum Wintersemester 2016/17 wurde erstmals das Schwerpunktfach „Jüdische Musikstudien“ im Masterstudiengang „Musikforschung und Musikvermittlung“ der Hochschule für Musik, Theater und Medien (HMTMH) angeboten.
- Wie war und ist jüdische Musik in unterschiedliche Kulturen von der Vergangenheit bis in die Gegenwart eingebunden?
- Wie ist jüdische Musik in immer wieder neu konstruierten Bildern und Vorstellungen sichtbar?
- Auf welche Weise wird jüdische Musik überliefert, umgeformt und interpretiert?

- Ziel des Schwerpunktfachs ist der Erwerb vertiefter Kenntnisse über Praxis und Ergebnisse bisheriger und aktueller Forschung im Bereich der jüdischen Musik sowie der Kompetenz zur selbstständigen musikwissenschaftlichen/-ethnologischen Bearbeitung von Themenfeldern, die die jüdische Musik betreffen. Aber auch die Konzeption, Organisation, Durchführung und Vermittlung künstlerisch-wissenschaftlicher Projekte zu jüdischer Musik u. v. m. sind Teil der Qualifikationsziele.

## Publikationen (Auswahl)
- Festschrift zum 10-jährigen Bestehen des Europäischen Zentrums für Jüdische Musik an der Hochschule für Musik und Theater Hannover, 2002
  - Mit Pauke und Reigen [Buch], Inhaltsangabe auf der Seite des United States Holocaust Memorial Museum
  - Festakt zum 10-jährigen Bestehen des Europäischen Zentrums für Jüdische Musik an der Hochschule für Musik und Theater Hannover am 5. Mai 2002. Mitschnitt aus der Live-Übertragung des NDR, Compact Disk
- In der Schriftenreihe des Europäischen Zentrums für Jüdische Musik / Hochschule für Musik und Theater Hannover erschienen ab 1993:[5]
  - Band 5: Dokumentation zur Ausstellung „Niemand wollte mich hören ...“ Magrepha, die Orgel in der Synagoge, Begleitschrift für die vom November 1999 bis April 2000 gezeigte Ausstellung im Forum des Niedersächsischen Landesmuseums Hannover, eine Ausstellung des Europäischen Zentrums für Jüdische Musik in Zusammenarbeit mit dem Niedersächsischen Landesmuseum, hrsg. von Andor Izsák unter Mitw. von Susanne Borchers,
  - Hauptband teilweise in Deutsch und Englisch, 1999
  - Ergänzungsband, 2000
  - Band 6: Stephan Stompor: Jüdisches Musik- und Theaterleben unter dem NS-Staat, hrsg. von Andor Izsák unter Mitwirkung von Susanne Borchers, 2001
- PaRDeS. Zeitschrift der Vereinigung für Jüdische Studien e. V. Heft 20 (2014): „Ein Gebet ohne Gesang ist wie ein Körper ohne Seele.“ Aspekte der synagogalen Musik.
- Martha Stellmacher, unter Mitarbeit von Barbara Burghardt:  „Orgel ad libitum“. Einblicke in die Musik der Reformsynagogen am Beispiel der „Sammlung Oberkantor Nathan Saretzki“, 2015
- Sarah M. Ross: A Season of Singing. Creating Feminist Jewish Music in the United States. Brandeis University Press, 2016
- Katrin Keßler, Alexander von Kienlin, Ulrich Knufinke und Sarah M. Ross (Hrsg.): Objekt und Schrift. Beiträge zur materiellen Kultur des Jüdischen. Braunschweig: Selbstverlag 2016 (Jüdisches Kulturerbe 1).
- Katrin Keßler, Martha Stellmacher, Alexander von Kienlin und Ulrich Knufinke (Hrsg.): Jüdisches Kulturerbe (re-)präsentieren. Braunschweig: Selbstverlag 2019 (Jüdisches Kulturerbe 2)
- Miranda L. Crowdus: Hip Hop in Urban Borderlands. Music-Making, Identity, and Intercultural Dynamics on the Margins of the Jewish State. Berlin: Peter Lang 2019 (Jüdische Musikstudien 1)
- Sarah M. Ross (Hrsg.): Jüdisches Kulturerbe MUSIK - Divergenzen und Zeitlichkeit. Überlegungen zu einer Kulturellen Nachhaltigkeit aus Sicht der Jüdischen Musikstudien. Berlin: Peter Lang 2021 (Jüdische Musikstudien 2)
- Katrin Keßler, Sarah M. Ross, Barbara Staudinger, Lea Weik (Hrsg.): Jewish Life and Culture in Germany after 1945. Sacred Spaces, Objects and Musical Traditions. Berlin: De Gruyter Oldenbourg 2022

## Medienecho (Auswahl)
- dapd, KIZ: Bundespräsident Wulff eröffnet Europäisches Zentrum für Jüdische Musik in Hannover, in: Neue Musikzeitung vom 17. Januar 2012; online zuletzt abgerufen am 29. Juni 2016
- Susanne Schrammar: Musikalische Schatztruhe ..., Vorstellung des EZJM mit einem Interview mit Andor Izsák auf der Seite vom Deutschlandradio Kultur vom 17. Januar 2012, zuletzt abgerufen am 3. August 2014
- Stefan Arndt: Sarah Maria Ross ist die neue Stimme der jüdischen Musik in der HAZ vom 9. Dezember 2016; online zuletzt abgerufen am 29. Juni 2016
- Almut Engelien: Sarah Maria Ross im Gespräch. Die Direktorin des Europäischen Zentrums für jüdische Musik, ausgestrahlt von NDR Kultur am 25. Juni 2016, 18.00 Uhr, online, zuletzt abgerufen am 29. Juni 2016